# Ďurďové
Ďurďové és un poble i municipi d'Eslovàquia que es troba a la regió de Trenčín.

## Història
La primera menció escrita de la vila es remunta al 1393.

## Demografia
| Godina             | 1994 | 2004   | 2014    | 2024   |
| ------------------ | ---- | ------ | ------- | ------ |
| Nombre de persones | 182  | 192    | 151     | 165    |
| Diferència         |      | +5,49% | −21,35% | +9,27% |

| Godina             | 2023 | 2024   |
| ------------------ | ---- | ------ |
| Nombre de persones | 160  | 165    |
| Diferència         |      | +3,12% |